# オイゲニア・プリマフェージの肖像
『オイゲニア・プリマフェージの肖像』（オイゲニア・プリマフェージのしょうぞう、英: Portrait of Eugenia Primavesi）は、帝政オーストリアの画家グスタフ・クリムトが1913年から1914年にかけて描いた油絵である。140.0 × 85.0 cm、キャンバスに油彩。 
本作品のモデルであるオイゲニア・プリマフェージは、元女優で、モラヴィア地方の都市オルミュッツに住む富裕な銀行家の妻であった。夫オットー・プリマフェージとともにクリムトのパトロンとして知られた人物であり、ウィーン工房が資金難に陥った際には資金援助も行っている。本作はクリムトの晩年の作品であり、オットーからの依頼によって制作された肖像画である。
右上の極彩色の鳥は、この時期にクリムトが試みた東洋的モチーフの導入を示している。鮮やかな色彩と大きく抽象的なタッチが特徴であり、この頃の様式をよく表している作品である。
トヨタ自動車の寄付金により約17.7億円で購入され、現在は豊田市美術館で展示されている。